# Ronald Cross (1er baronnet)
Ronald Hibbert Cross (9 mai 1896 - 3 juin 1968) est un homme politique et diplomate britannique.

## Biographie
Cross fait ses études à Ludgrove Preparatory School, puis à Collège d'Eton. Il sert avec le duc de Lancaster's Own Yeomanry et comme pilote avec le Royal Flying Corps pendant la Première Guerre mondiale.
Aux élections générales de 1931, Cross est élu député conservateur de Rossendale. Il est successivement whip du gouvernement (1935), Lords du Trésor (1937), Vice-Chambellan de la maison (1937–38) et secrétaire parlementaire du Board of Trade (1938–39). Il est admis au Conseil privé en 1940.
Pendant la Seconde Guerre mondiale, Cross est Ministère de l'Économie de guerre (1939-1940) et ministre de la Marine (1940-1941). En 1941, il est démis de ses fonctions de ministre de la marine marchande après que sa performance ait été critiquée par la presse. La même année, il est nommé haut-commissaire britannique en Australie et créé baronnet, de Bolton-le-Moors dans le comté palatin de Lancaster. Cross retourne au Royaume-Uni en 1945 mais perd son siège lors des élections de cette année-là.
En 1950, Cross est élu au siège d'Ormskirk, Lancashire. Il est ensuite gouverneur de Tasmanie du 23 août 1951 au 4 juin 1958. Il est nommé Chevalier Commandeur de l'Ordre Royal Victorien (KCVO) par la Reine Elizabeth II quand elle visite Hobart pendant sa tournée de couronnement en 1954. Il est ensuite nommé Chevalier Commandeur de l'Ordre de Saint-Michel et Saint-George (KCMG) dans les honneurs du Nouvel An de 1955.
Cross épouse Louise Marion Green-Emmott en 1925. Ils ont quatre filles et un fils qui est mort avant lui. Mount Ronald Cross, dans l'ouest de la Tasmanie, porte son nom.